# Damazan

Damazan este o comună în departamentul Lot-et-Garonne din sud-vestul Franței. În 2009 avea o populație de 1.261 de locuitori.

## Evoluția populației
| An        | 1975  | 1982  | 1990  | 1999  | 2006  | 2009  |
| --------- | ----- | ----- | ----- | ----- | ----- | ----- |
| Populație | 1.257 | 1.204 | 1.164 | 1.237 | 1.251 | 1.261 |